# Sławomir Kuczko
Sławomir Kuczko (Koszalin, 25 giugno 1985) è un nuotatore polacco.

## Carriera
Fortemente specializzato nella rana, può forgiarsi del titolo continentale sulla distanza dei 200 metri sia in vasca corta che in quella lunga.

## Palmarès
- Europei

Budapest 2006: oro nei 200m rana.
- Europei in vasca corta:

Vienna 2004: argento nei 200m rana.
Trieste 2005: oro nei 200m rana.
Helsinki 2006: argento nei 200m rana.
- Universiadi

Smirne 2005: oro nei 200m rana.